# Handelsmünze
Handelsmünzen sind Münzen, die mit gleichbleibenden Münzfuß und Feingehalt an Gold oder Silber geprägt und deshalb im Handel bevorzugt als Zahlungsmittel akzeptiert wurden. In der Numismatik handelt es sich um einen „Sammelbegriff für Münzen, die ein Umlaufgebiet hatten, das weit über die Grenzen des Emissionslandes hinausreichte“.

## Vollwertige und minderwertige Handelsmünzen
Handelsmünzen waren ursprünglich vollwertige Edelmetallmünzen, also quasi Kurantmünzen, die im normalen, friedlichen Handelsverkehr eingesetzt wurden. Mit solchen „geprägten Edelmetallbarren in Münzform“ war insbesondere der Import wichtiger Güter billiger als der Einkauf derselben Güter im Inland.
Daneben gab es minderwertige „Handelsmünzen“, die meistens mit Täuschungsabsicht hergestellt wurden. Sie dienten als Scheidemünzen und wurden bald uneinlösbar. Es handelte sich oft um Kriegsmünzen, z. B. die sogenannten Ephraimiten, das versilberte Kupferkleingeld des Siebenjährigen Krieges (1756–1763). Wurden diese Münzen jemals wieder als gesetzliches Zahlungsmittel zugelassen bzw. akzeptiert, dann wurden sie zu stark abgewerteten Kursen nach sogenannten Valvationstabellen umgerechnet und nach diesen Listen in neues, vollwertiges Geld umgetauscht. Die Umrechnungskurse lagen sogar meistens erheblich unter dem inneren Edelmetallwert, um die Umschmelzungskosten decken zu können.

## Geschichte
Im 17. und 18. Jahrhundert wurden besonders viele Handelsmünzen ausgeprägt. Beispiele dafür sind der Löwentaler, der Bankotaler, der Maria-Theresien-Taler und die Dukaten.
Die wohl bekannteste Handelsmünze des 18. Jahrhunderts war der Maria-Theresien-Taler, der noch heute in Österreich als Sammlernachprägung erhältlich ist. Er wurde in größeren Mengen nach Afrika exportiert. Sein Ansehen war bei der afrikanischen Bevölkerung so hoch, dass damit mehr Waren und Rohstoffe bezogen werden konnten als in Österreich. Das österreichische Scheidemünzengesetz sieht nach wie vor die Prägung von Handelsmünzen (z. B. Kronen und Dukaten) durch die Münze Österreich AG vor.
Während des langsamen Übergangs zum Goldstandard in England (1717 bis 1816) wurden beim Export hochwertiger Waren nach Preußen bevorzugt 5- und 10-Taler-Stücke aus Gold verlangt (Friedrich d’or). Der preußische Friedrich d’or wurde somit zur Handelsmünze, war aber zugleich in Preußen vollwertiges Zahlungsmittel (allerdings mit schwankendem Kurs zum silbernen Reichstaler, siehe Bimetallismus).
Mit dem Wiener Münzvertrag vom 24. Januar 1857 wurden für alle Vertragsstaaten einheitliche Vereinsgoldmünzen mit dem Namen Krone und Halbe Krone als Handelsmünze eingeführt. Sie wurden von 1857 bis 1871 ausgeprägt.
Beliebt waren auch die ungarischen und holländischen Golddukaten, die über mehrere Jahrhunderte im Feingehalt weitgehend gleich blieben.
Weitere Handelsmünzen waren die silbernen Trade Dollars, mit denen Mexiko und die USA Waren aus Südamerika oder China billig beziehen konnten. Diese Länder hatten meistens Silberstandard- oder nur Papierwährungen und setzten den Silberwert inländisch hoch an, obwohl der Silber-Weltmarktpreis schon längst niedriger war.
Seit etwa dem Ende der 1920er Jahre gibt es praktisch keine realen Handelsmünzen mehr. Einige werden noch heute für Münzsammler mit Aufgeld nachgeprägt. Die Rolle der vormaligen Handelsmünzen übernimmt bis heute der US-Dollar als Weltleitwährung.